# Arthur Allers
Arthur Allers (ur. 6 października 1875 w Bergen, zm. 28 czerwca 1961 tamże) – norweski żeglarz, olimpijczyk, zdobywca złotego medalu w regatach na Letnich Igrzyskach Olimpijskich w 1920 roku w Antwerpii.
Na Letnich Igrzyskach Olimpijskich 1920 zdobył złoto w żeglarskiej klasie 12 metrów (formuła 1919). Załogę jachtu Heira II tworzyli również Johan Friele, Olaf Ørvig, Erik Ørvig, Thor Ørvig, Christen Wiese, Martin Borthen, Egill Reimers i Kaspar Hassel.